# 1917年12月14日日食
1917年12月14日日食是一次日環食，發生於1917年12月14日（南极洲國際日期變更線以東的部分區域為12月13日）。新月當天（即朔日），地球上觀測到月球和太阳的角距離極小，此時月球如果恰好在月球交點附近，穿過太阳和地球之間，與地球、太阳接近一直線，則會出現日食。月球穿過太阳和地球之間，但距地球較遠，本影未能接觸地表，而使偽本影覆蓋的區域內看到月球的角直徑小於太陽，就形成日環食，同時在偽本影兩側數千公里的半影範圍內形成日偏食。此次日環食經過了南极洲南極半島、威爾克斯地、維多利亞地，日偏食則覆蓋了整個南极洲、南美洲東南部、澳大利亚西南部。
通常每年有2次日食，而1917年共有4次。其中包括3次日偏食和1次日環食。本次日食是其中第四次，即最後一次，也是其中唯一一次日環食。

## 日食概況

### 出現區域
太平洋東南部、智利南端西南約1000公里的洋面在日出時最先看到日環食。此後月球偽本影向東南經過南極半島南部並向南直到南極點，再向北進入威爾克斯地東部，在威爾克斯地南端距南極點約220公里處達到最大食分。此後偽本影向北偏東進入維多利亞地並離開南极洲，在日落時分結束於麦夸里岛西南約250公里的洋面。
除了上述狹窄的環食帶內能看到日環食之外，月球半影覆蓋範圍內都能看到日偏食，包括整個南极洲、南美洲東南部、凱爾蓋朗群島、澳大利亚西南部。
月球在其軌道上自西向東轉動，發生日食時，月球在地球表面的陰影也大多自西向東移動，而從地球上看，太陽的西側先被月球遮掩，然後逐漸向東。但此次日食發生在春分前不久，地軸南端略向太陽方向傾斜，月球本影經過了晨昏圈最南端附近的區域，因而在環食帶西半球段及其附近被半影覆蓋、看到日偏食的區域內，月影在地表自東向西移動，地面上看到的太陽東側最先被月球遮掩。大多數地區都在12月14日看到日食，而南极洲無確定使用的时区，位於國際日期變更線以東的部分區域在12月13日看到日食，其中偏東的一部分處於極晝的區域日食在12月13日子夜前不久開始，在12月14日凌晨結束。

### 基本參數
- 類型：日環食
- 食甚中心處（位於南极洲威爾克斯地南端距南極點約220公里處）資料：
  - 時間：1917年12月14日9:26:59.7
  - 地點：88°2.8′S 124°35.8′E / 88.0467°S 124.5967°E
  - 食分：0.9791（環食帶內最大）
  - 日環食持續時間：1分16.5秒

## 相關的日食

### 1916-1920年的日食
月球交替位於相對的月球交點時，以半個交點年（食年），即約177天又4小時間隔出現下列日食。
註：1916年2月3日的日全食、1916年7月30日的日環食、1917年1月23日和1917年7月19日的日偏食屬於上一組交點年系列。
| 升交點   | 升交點                    |          | 降交點                   | 降交點 |
| 沙羅周期 | 地圖                      | 沙羅周期 | 地圖                     |        |
| 111      | 1916年12月24日 偏食（南） | 116      | 1917年6月19日 偏食（北） |        |
| 121      | 1917年12月14日 環食       | 126      | 1918年6月8日 全食        |        |
| 131      | 1918年12月3日 環食        | 136      | 1919年5月29日 全食       |        |
| 141      | 1919年11月22日 環食       | 146      | 1920年5月18日 偏食（南） |        |
| 151      | 1920年11月10日 偏食（北） |          |                          |        |

### 沙羅周期
沙羅周期長度為18年11天。本次日食屬於沙羅周期121，共包含71次日食，依次為944年4月25日至1052年6月29日的7次日偏食、1070年7月10日至1809年10月9日的42次日全食、1827年10月20日至1845年10月30日的2次全環食（亦稱混合食）、1863年11月11日至2044年2月28日的11次日環食、2062年3月11日至2206年6月7日的9次日偏食，總共歷時1262.11年。其中最長的全食發生於1629年6月21日，共持續了6分20秒。
下表列舉了1901年至2100年間發生的屬於該周期的日食，是第55至65次：
| 55             | 56             | 57            |
| -------------- | -------------- | ------------- |
| 1917年12月14日 | 1935年12月25日 | 1954年1月5日  |
| 58             | 59             | 60            |
| 1972年1月16日  | 1990年1月26日  | 2008年2月7日  |
| 61             | 62             | 63            |
| 2026年2月17日  | 2044年2月28日  | 2062年3月11日 |
| 64             | 65             |               |
| 2080年3月21日  | 2098年4月1日   |               |

## 資料來源
1. ↑  樊忠玉. . 中国天文科普网.   [2016-04-02]. （原始内容存档于2014-09-17）.
2. 1 2  Fred Espenak. . NASA Eclipse Web Site.   [2016-04-02]. （原始内容存档于2020-10-23）.（英文）
3. ↑  Fred Espenak. . NASA Eclipse Web Site.   [2016-04-02]. （原始内容存档于2020-10-20）.（英文）
4. ↑  Xavier M. Jubier. .   [2016-04-02]. （原始内容存档于2016-10-25）.（法文）（英文）
5. ↑  Fred Espenak. . NASA Eclipse Web Site.   [2016-04-02]. （原始内容存档于2017-12-28）.（英文）
6. ↑  Fred Espenak. . NASA Eclipse Web Site.（英文）

## 外部連結
- NASA日食專頁（页面存档备份，存于）（英文）
- 可見區域圖和時間統計：由弗雷德·埃斯佩纳克做出的日食預報，NASA/GSFC
  - Google互動地圖呈現的日食範圍
  - 貝塞爾元素
- Google地圖顯示的日環食和日偏食範圍（页面存档备份，存于）（法文）（英文）

| \| \| 日食 \|                             |                               |                                          |
| 上一次日食： 1917年7月19日日食 （日偏食） | 1917年12月14日日食 （日環食） | 下一次日食： 1918年6月8日日食 （日全食） |
| 上一次日環食： 1916年7月30日日食          | 1917年12月14日日食 （日環食） | 下一次日環食： 1918年12月3日日食         |
|                                           | 日食                          |                                          |